# Barabás (Ungheria)
Barabás è un comune dell'Ungheria di 855 abitanti (dati 2001). È situato nella contea di Szabolcs-Szatmár-Bereg.